# Froncles
Froncles település Franciaországban, Haute-Marne megyében. Lakosainak száma 1375 fő (2022. január 1.). Froncles Cerisières, Doulaincourt-Saucourt, Gudmont-Villiers, Vignory és Vouécourt községekkel határos.

## Népesség
A település népességének változása:
| Lakosok száma | 1590 | 1571 | 1579 | 1521 | 1485 | 1449 | 1406 | 1387 | 1375 |
|               | 2013 | 2015 | 2016 | 2017 | 2018 | 2019 | 2020 | 2021 | 2022 |